# Chiesa della Beata Vergine Assunta (Gambolò)
La chiesa della Beata Vergine Assunta è un edificio religioso sito a Stradella, frazione di Gambolò.

## Storia
La chiesa è stata costruita nel 1590.